# Ioana Nicolaie
Ioana Nicolaie (Oláhszentgyörgy, 1974. június 1. –) román költőnő. Mircea Cărtărescu író, költő felesége.

## Életrajza
A naszódi George Coșbuc gimnázium elvégzése után a Bukaresti Egyetem Bölcsészkarának hallgatója volt, tanulmányait 1997-ben fejezte be. Az egyetem elvégzése után először a bukaresti Dimitrie Leonida gimnázium tanára volt, majd többek között a Tribuna învățămîntului című folyóirat, a Humanitas Könyvkiadó és az Independent című lap szerkesztője volt. A Casa Radio, a Polirom és a Paralela 45 könyvkiadók szerkesztője is volt, művei többsége is ez utóbbinál látott napvilágot. Versei 2008-ban a lengyelországi versmetró-projekt keretében a varsói metró szerelvényein is olvashatók voltak, többek között Florin Iaru román, valamint Karafiáth Orsolya, Parti Nagy Lajos és Szilágyi Ákos magyar költők versei mellett.

## Kötetei
Első könyve a Poză retușată ("Retusált fénykép") címet viseli, amely a Cartea Românească Kiadónál jelent meg 2000-ben. Versei 2004-ben megjelentek a Generația 2000 című antológiában is, a Pontica Kiadónál.
2002-ben jelent meg Nordul ("Észak") című kötete a Paralela 45 Kiadónál, amelyet ASPRO-díjra jelöltek.
2003-ban megjelent, Credința ("Hit") című, a Paralela 45 Kiadónál megjelent kötetét a Bukaresti Írószövetség díjára jelölték.
Cerul din burtă című kötete 2005-ben jelent meg a Paralela 45 Kiadónál.
Ő írt szöveget a Noi Media Print Kiadónál 2005-ben megjelent, București, metropolă europeană ("Bukarest, európai világváros") című albumhoz.
Legutóbbi könyve 2006-ban jelent meg a Paralela 45 Kiadónál, Cenotaf címmel.

## Közlései folyóiratokban
Első versei a Contrapunct nevű irodalmi folyóiratban jelentek meg 1991-ben. Később számos folyóiratban publikált, többek között az Observator Cultural, az Apostrof, a Dilema, a Vineri, az Interval, a România literară, a Revista 22 és a Vatra címűekben.
Versei különböző antológiákban is megjelentek francia, angol, svéd és német nyelven (ez utóbbi Ausztriában).
A Romániai Írószövetség tagja.